# フィーバーレジェンド
フィーバーレジェンドは、1992年5月にSANKYOが発売した、大きく開放されるアタッカーが特徴的なパチンコ機のシリーズ名。
フィーバーレジェンドⅠ、フィーバーレジェンドⅡ、フィーバーレジェンドⅢ、フィーバーレジェンドGPの4機種がある。

## 概要
ドラム型のデジパチ。従来の機種に搭載されているアタッカーとは異なる、新型のアタッカーを搭載して登場した機種である。このアタッカーには横開きに開閉する羽根型の構造をしている「スーパーウイング」が搭載されている。シリーズ機のⅠとⅡは同時に発売され、違いはセル盤のデザインと、ドラムに描かれる大当たり図柄、大当たり確率、賞球数である。本機の有効ラインは斜め2ラインと中央1ラインの3ラインである。ⅠとⅡが発売された約2年後に登場したのがⅢとGPである。Ⅲは大当たり図柄も先に発売されたシリーズ機とは異なるが、「スーパーウイング」を搭載したアタッカーは受け継がれている。GPはセル盤のデザインと大当たり確率は異なるが、大当たり図柄がⅠと同じで、ゲーム性もそのまま受け継がれている。規定数以上に玉を拾うことがあるアタッカー性能のため、一回の大当たりで得られる出玉が少ない時でも約2400個で、多い時は約2600個以上と他のデジパチでは考えられないような破格な出玉が得られるようになっている。
この「ワイドアタッカー」は様々な物議をかわした。警察当局も「一回の大当たりに対する出玉が多すぎる」との見解をし、メーカー側に注意したらしい。—『パチンコくうねるあそび 1994 MARCH No.9』p60

本機は、大当たり抽選に2段階判定方式を採用している。Ⅰの場合は一次判定は約1/50の確率で抽選される。一次判定で当たりの判定となった後は、そこから約1/5の確率で2段階目の抽選が行われ、この二次判定で大当たりかハズレかが決定する仕組みである。大当たり後の保留玉1個目に限り、一次判定はパスされ二次判定のみの抽選となる仕様のため、大当たりが連チャンすることがある。シリーズ機の中で、ⅠとⅡとGPは保留玉1個目に連チャンの可能性があったが、Ⅲのみ仕様が異なる。Ⅲの場合、保留玉1〜4個にこの二次判定のみの抽選が行われる仕様となっているので最大4回転まで連チャンする可能性があった。その分、他のシリーズ機に比べて連チャン率は低く設定されている。Ⅲはシリーズ機の中で大当たり確率も一番当たりやすい確率となっているので、兄弟機の中では最も遊びやすいタイプである。Ⅰの後継機にあたるGPの一次判定は1/64の確率で抽選され、二次判定は1/4の確率で抽選される。大当たり後の保留玉1個目の抽選は二次判定のみで行われるので、連チャンする確率は25%となり、シリーズ機の中でも最も高い連チャン率となる。シリーズ機の連チャン率は、ⅠとⅡが20%で、Ⅲが16.5%である。

同時期に発売された機種として、同社から1992年に発売されたフィーバーシスコやシェフGP Ⅱなどがある。

## スペック
- フィーバーレジェンドⅠ
  - 賞球数 7&15
  - 大当たり最高継続 16R
  - 大当たり確率 1/250
- フィーバーレジェンドⅡ
  - 賞球数 6&13
  - 大当たり最高継続 16R
  - 大当たり確率 1/225
- フィーバーレジェンドⅢ
  - 賞球数 7&15
  - 大当たり最高継続 16R
  - 大当たり確率 1/224
- フィーバーレジェンドGP
  - 賞球数 7&15
  - 大当たり最高継続 16R
  - 大当たり確率 1/252

## 図柄
- フィーバーレジェンドⅠ
  - BAR
  - 7
  - 2本BAR
  - F
  - 3本BAR
  - チェリー
  - STAR
- フィーバーレジェンドⅡ
  - BAR
  - 7
  - A
  - 王冠
  - FEVER
  - JP
  - チェリー
  - ベル
  - コイン
- フィーバーレジェンドⅢ
  - 7
  - チェリー
  - A
  - F
  - ベル
  - JP
  - BAR
- フィーバーレジェンドGP
  - BAR
  - 7
  - 2本BAR
  - F
  - 3本BAR
  - チェリー
  - STAR

## 演出
本機のドラムは、状況に応じて赤&緑ランプでライティングするので、ドラムに描かれている図柄がより美しくクローズアップされるようになっている。ドラムが回転している変動中は緑ランプが点滅し、大当たり図柄がテンパイし、リーチが掛かると赤ランプが点滅する。図柄停止後は一度ランプが消灯する。大当たり時には赤と緑が交互に点滅し、派手さを演出している。

リーチアクションは、左右の大当たり図柄がテンパイした後、5〜6周ドラムが回転するのでリーチ時間は長めである。図柄の配列上、ダブルリーチとなる形がいくつかある。Ⅲには大当たり図柄がテンパイすると中ドラムが高速で回り出し、2〜4周してからピタッといきなり図柄が停止するリーチアクションがある。

大当たり後にドラム上のデジタル数字がF0〜F9のいずれかが表示される。これはラッキーナンバー用のデジタルで、ドラム上に表示される大当たり図柄との関係性はなく、すべての出目が均等に出現するようになっている。ラッキーナンバーデジタルに関することはシリーズ機すべてで共通している。ラッキーナンバーデジタルを初めて採用したデジパチはフィーバーレジェンドⅠである。

大当たり時のアタッカーは約30秒開放され、10個入賞すると閉じる仕組みで、この動作を16回繰り返す。玉を感知するカウントセンサーがアタッカー奥にあるので、釘の状況が良ければ1〜2個多く入賞させることができた。運が良ければ3〜4個オーバー入賞することもある。アタッカーのウイング上に玉が乗ってからカウントセンサーに感知されるまでの時間は長い。大当たりラウンド間のウイングが閉じている時間は短いので、より多くの玉を拾わせるために大当たり中は止め打ちをせずに、打ちっぱなしにしたほうが効率が良い。
11個以上拾うことが結構あるのだ。玉の拾いにかけては日本一といった呼び声も高い。—『パチンコ必勝ガイド 1994 2•20号』p15

## サウンドトラック
- 『ザ・パチンコ・ミュージックフロム三共 3』 キングレコード、1998年8月21日。KICA-1216。
  - BGMが収録されている。
- 『パチンコ・ミュージック・フロム SANKYO FEVER WARS』 キングレコード、1998年8月21日。KICA-1217。
  - BGMが収録されている。